# Sörby socken, Skåne
Sörby socken i Skåne ingick i Västra Göinge härad, ingår sedan 1974 i Hässleholms kommun och motsvarar från 2016 Sörby distrikt.
Socknens areal är 18,49 kvadratkilometer varav 18,39 land. År 2000 fanns här 180 invånare. Kyrkbyn Sörby med sockenkyrkan Sörby kyrka ligger i socknen.

## Administrativ historik
Socknen har medeltida ursprung. 
Vid kommunreformen 1862 övergick socknens ansvar för de kyrkliga frågorna till Sörby församling och för de borgerliga frågorna bildades Sörby landskommun. Landskommunen uppgick 1952 i Vinslövs landskommun som 1974 uppgick i Hässleholms kommun. Församlingen uppgick 2006 i Vinslövs församling.
1 januari 2016 inrättades distriktet Sörby, med samma omfattning som församlingen hade 1999/2000.  
Socknen har tillhört län, fögderier, tingslag och domsagor enligt vad som beskrivs i artikeln Västra Göinge härad. De indelta soldaterna tillhörde Skånska husarregementet, Sandby skvadron, Sandby kompani.

## Geografi
Sörby socken ligger öster om Hässleholm. Socknen har en central odlingsbygd omgiven av skogsmark.

## Fornlämningar
Från bronsåldern finns gravrösen. Från järnåldern finns stensättning ar och en domarring.

## Namnet
Namnet skrevs på 1570-talet2 Sörby och kommer från kyrkbyn. Efterleden är by, 'gård; by'. Förleden kan innehålla sör, 'smuts, gyttja'..